# Skarrenmolen
De Skarrenmolen bij Scharsterbrug langs de Scharsterrijn werd gebouwd in 1888. De molen is een achtkante grondzeiler. De functie is poldermolen, maar heeft ooit ook dienstgedaan als korenmolen.
De molen is nog steeds maalvaardig en wordt bediend door een vrijwillig molenaar. De molen is te bereiken via een molenpad. Eigenaar is de Stichting Penninga's Molen te Joure.